# Madame Moustache

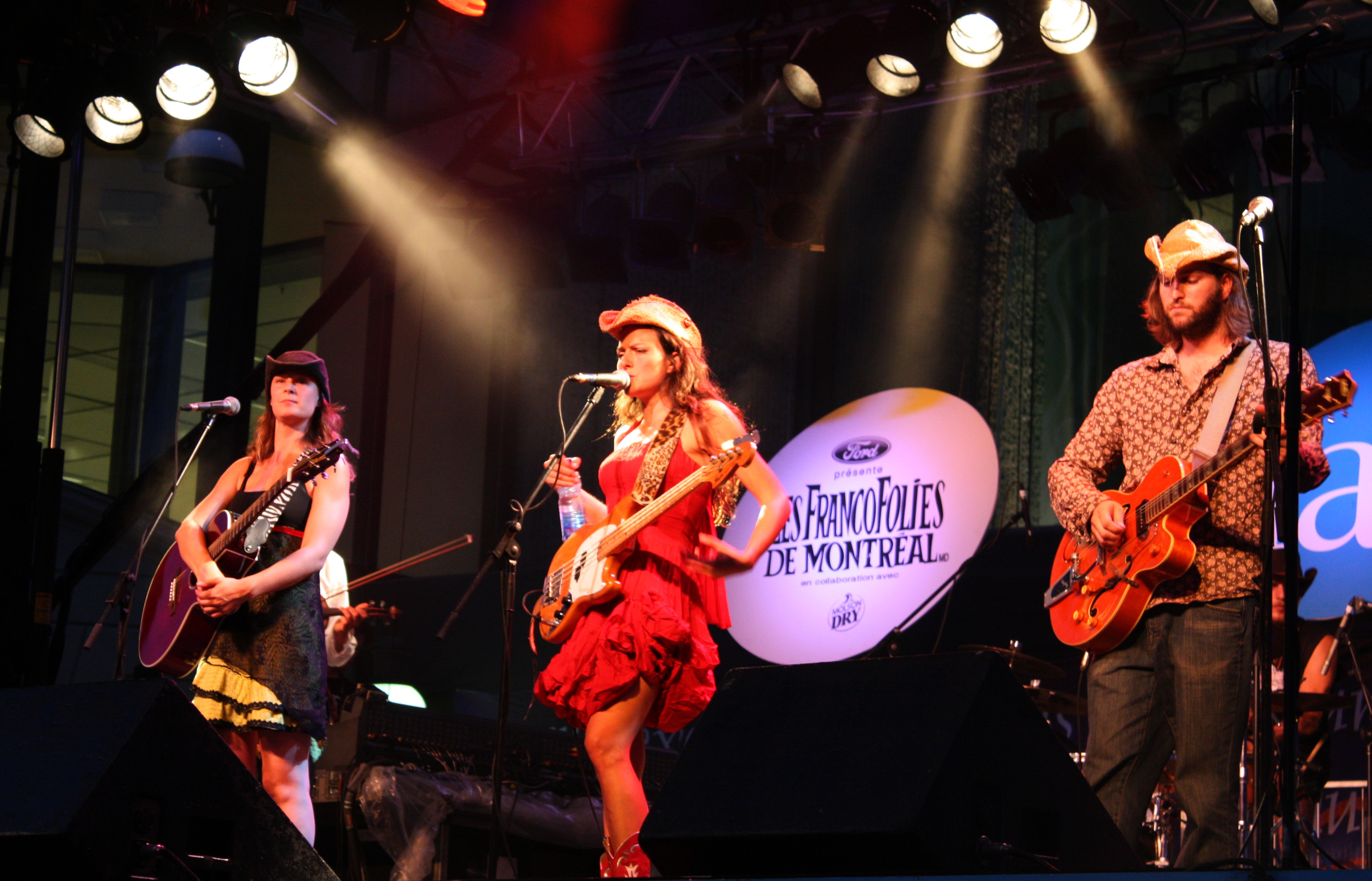
Madame Moustache aux FrancoFolies de Montréal en 2008.

Madame Moustache est un groupe de musique country,, originaire de Montréal au Québec (Canada).

## Composition
- Geneviève Néron: voix, guitare basse
- Julie Ross: voix, guitare rythmique
- Mathieu Vigneault: guitare (lead)
- Ugo Di Vito batterie
- Guillaume Duchesneau: violon

## Discographie
- 2008 : Au nom du countr(i) (GSI)
- 2009 : Génération Passe-Partout[3]
- 2012 : Maison Mobile